# Рубенс (Айдахо)
Рубенс (англ. Reubens) — місто в окрузі Льюїс, штат Айдахо, США. Згідно з переписом 2010 року населення становило 71 особу, що на 1 особу менше, ніж 2000 року.

## Географія
Рубенс розташований за координатами 46°19′19″ пн. ш. 116°32′30″ зх. д. / 46.32194° пн. ш. 116.54167° зх. д. (46.321944, -116.541552).  За даними Бюро перепису населення США в 2010 році місто мало площу 0,76 км², уся площа — суходіл. В 2017 році площа становила 0,44 км², уся площа — суходіл.

## Демографія

### Перепис 2010 року
За даними перепису 2010 року, у місті проживало 71 осіб у 29 домогосподарствах у складі 20 родин. Густота населення становила 94,5 ос./км². Було 32 помешкання, середня густота яких становила 42,6/км². Расовий склад міста: 97,2 % білих, 1,4 % індіанців, а також 1,4 % людей, які зачисляють себе до двох або більше рас.
Із 29 домогосподарств 41,4 % мали дітей віком до 18 років, які жили з батьками; 58,6 % були подружжями, які жили разом; 10,3 % мали господиню без чоловіка, і 31,0 % не були родинами. 27,6 % домогосподарств складалися з однієї особи, в тому числі 3,4 % віком 65 і більше років. У середньому на домогосподарство припадало 2,45 мешканця, а середній розмір родини становив 2,95 особи.
Середній вік жителів міста становив 39,8 року. Із них 28,2 % були віком до 18 років; 4,2 % — від 18 до 24; 26,9 % від 25 до 44; 33,7 % від 45 до 64 і 7 % — 65 років або старші. Статевий склад населення: 46,5 % — чоловіки і 53,5 % — жінки.
Середній дохід на одне домашнє господарство  становив 48 362 долари США (медіана — 42 500), а середній дохід на одну сім'ю — 51 691 долар (медіана — 42 500). За межею бідності перебувало 14,7 % осіб, у тому числі 18,2 % дітей у віці до 18 років та 0,0 % осіб у віці 65 років та старших.
Цивільне працевлаштоване населення становило 26 осіб. Основні галузі зайнятості: освіта, охорона здоров'я та соціальна допомога — 30,8 %, публічна адміністрація — 26,9 %, мистецтво, розваги та відпочинок — 11,5 %, будівництво — 11,5 %.

### Перепис 2000 року
Згідно з переписом 2000 року, в місті проживало 72 осіб у 28 домогосподарствах у складі 18 родин. Густота населення становила 95,9 ос./км². Було 31 помешкання, середня густота яких становила 41,3/км². Расовий склад міста: 97,22 % білих, 1,39 % інших рас і 1,39 % людей, які зачисляють себе до двох або більше рас.
Із 28 домогосподарств 39,3 % мали дітей віком до 18 років, які жили з батьками; 57,1 % були подружжями, які жили разом; 3,6 % мали господиню без чоловіка, і 35,7 % не були родинами. 32,1 % домогосподарств складалися з однієї особи, в тому числі 7,1 % віком 65 і більше років. У середньому на домогосподарство припадало 2,57 мешканця, а середній розмір родини становив 3,33 особи.
Віковий склад населення: 33,3 % віком до 18 років, 29,2 % від 25 до 44, 23,6 % від 45 до 64 і 13,9 % років і старші. Середній вік жителів — 38 року. Статевий склад населення: 52,8 % — чоловіки і 47,2 % — жінки.
Середній дохід домогосподарств у місті становив $29 375, родин — $35 417. Середній дохід чоловіків становив $33 750 проти $21 250 у жінок. Дохід на душу населення в місті був $11 078. There were 13,3 % родин і 20,5 % населення перебували за межею бідності, включаючи 21,2 % віком до 18 років 27,3 % від 65 і старших.